# هانس كولهوف

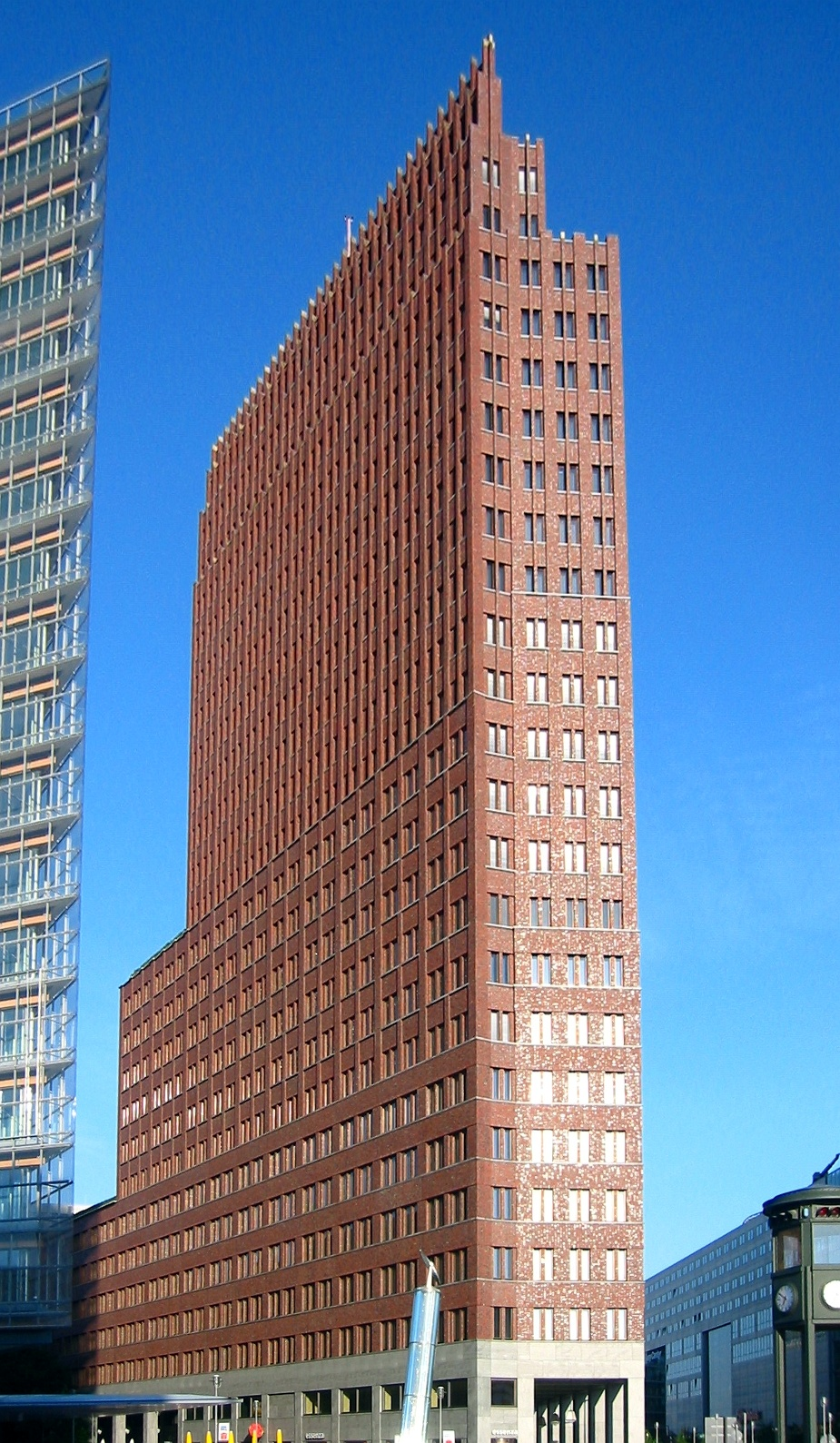
برج كولهوف في برلين

هانس كولهوف (بالألمانية: Hans Kollhoff)‏ (18 سبتمبر 1946 في باد لوبنشتاين، تورنغن) مهندس معماري ألماني.

## حياته وأعماله
درس كولهوف الهندسة المعمارية في جامعة كارلسروه من عام 1968 إلى غاية 1973 لدى إيغون أيرمان. في عام 1974 سافر إلى فيينا لإكمال دراسته في الجامعة التقنية. حصل بعدها على الدبلوم عام 1975 في كارلسروه. بعد تحصله على منحة دراسية في جامعة كورنل نيويورك أصبح هناك مساعداً لدى أوزوالد ماتياس أونغيرس إلى غاية عام 1978. بعدها أصبح مساعداً في جامعة برلين التقنية إلى غاية عام 1983 وأسس مكتبه الخاص للهندسة المعمارية. ومنذ عام 1984 أصبح شريكاً مع هيلغا تيمرمان. يعمل هانس منذ عام 1990 أستاذا محاضرا في الهندسة المعمارية والبناء في جامعة زيورخ بسويسرا.

## روابط خارجية
- هانس كولهوف على موقع مونزينجر (الألمانية)